# Adam Hloušek
Adam Hloušek (Turnov, 20 december 1988) is een Tsjechisch betaald voetballer die doorgaans als linker aanvallende middenvelder speelt. Hij verruilde Legia Warschau in juli 2019 voor Viktoria Pilsen. Hloušek debuteerde in 2009 in het Tsjechisch voetbalelftal. Tijdens de verkiezing voor de Tsjechisch voetballer van het jaar 2009, werd Hloušek verkozen tot 'talent van het jaar'.

## Clubstatistieken
| Seizoen   | Club                          | Competitie              | Duels | Goals |
| --------- | ----------------------------- | ----------------------- | ----- | ----- |
| 2006–2009 | FK Baumit Jablonec            | Gambrinus liga          | 54    | 5     |
| 2009–2011 | SK Slavia Praag               | Gambrinus liga          | 19    | 5     |
| 2011      | → 1. FC Kaiserslautern (huur) | Bundesliga              | 13    | 1     |
| 2011      | FK Baumit Jablonec            | Gambrinus liga          | 0     | 0     |
| 2011      | → SK Slavia Praag (huur)      | Gambrinus liga          | 11    | 1     |
| 2012–2014 | 1. FC Nürnberg                | Bundesliga              | 39    | 3     |
| 2014–2016 | VfB Stuttgart                 | Bundesliga              | 29    | 0     |
| 2016–2019 | Legia Warschau                | Ekstraklasa             | 105   | 5     |
| 2019–     | Viktoria Pilsen               | 1. česká fotbalová liga | 0     | 0     |

## Erelijst
Legia Warschau
- Ekstraklasa

2015/16
- Puchar Polski

2015/16
1 Wiegele ·
2 Hejda ·
3 Marković ·
4 Sene ·
5 Paluska ·
6 Červ ·
9 Ricardinho ·
10 Kopic ·
11 Vydra ·
12 Sojka ·
13 Tvrdoň ·
15 Šilhavý ·
16 Jedlička ·
17 Durosinmi ·
18 Mosquera ·
19 Souaré ·
20 Panoš ·
21 Jemelka ·
22 Cadu ·
23 Kalvach ·
24 Havel ·
31 Šulc ·
32 Valenta ·
33 Jirka ·
37 Kabongo ·
40 Dweh ·
80 Adu ·
Coach: Koubek